# Aeroport de Dirico
L'aeroport de Dirico (codi IATA: DRC, codi OACI: --) és un aeroport que serveix Dirico, a la província de Cuando Cubango a Angola.